# Nadeshda Brennicke

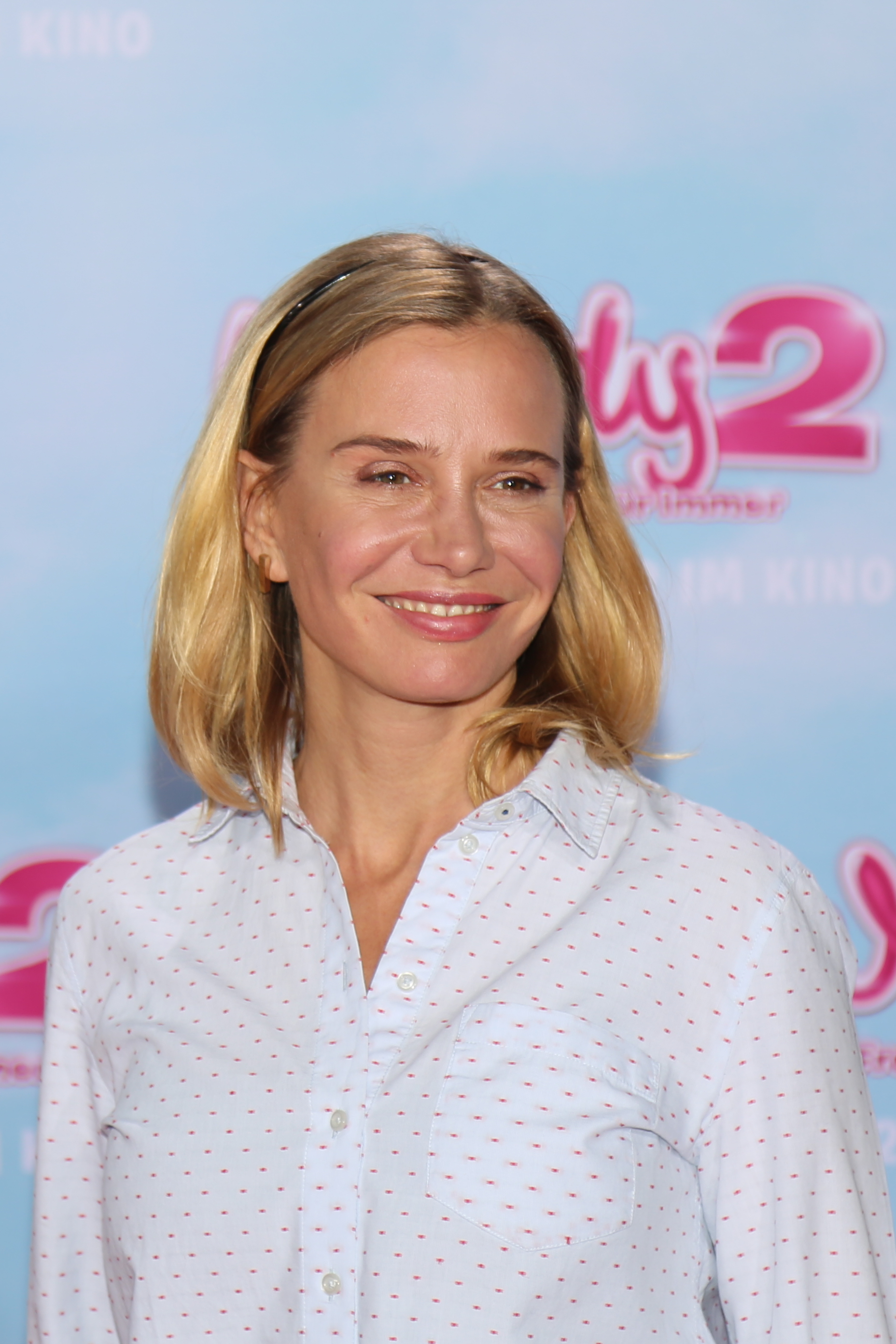
Nadeshda Brennicke 2018

Nadeshda Brennicke (* 21. April 1973 in Freiburg im Breisgau als Nadja Theresa Richter), auch als Nadja Brennicke bekannt, ist eine deutsche Schauspielerin, Sängerin und Autorin.

## Leben und Karriere
Brennicke ist die Adoptivtochter des Schauspielers und Synchronsprechers Michael Brennicke, ihre Mutter ist Kunsthändlerin.
Von 1989 bis 1991 besuchte Brennicke das Zinner Studio, die spätere  Internationale Schule für Schauspiel und Acting. Im Jahr 1992 bildete sie zusammen mit Jennifer Wippich das Gesangsduo Charade, das von Stefan Zauner und Aron Strobel von der Münchener Freiheit produziert wurde. Die Singles All of You und The Colour of Your Eyes erreichten Platz 67 und Platz 60 der deutschen Verkaufscharts.
In ihrem Abschlussjahr an der Schauspielschule erhielt Brennicke die Hauptrolle der Tina in der deutschen Kinokomödie Manta – Der Film. 1994 besetzte Christian Petzold sie für die Hauptrolle in Pilotinnen. Größere Bekanntheit erlangte sie durch ihre Rolle als Ermittlerin Tessa Norman in der Serie Die Straßen von Berlin. Es folgten viele Engagements für Fernsehproduktionen, so im preisgekrönten Politthriller Das Phantom (2000), sowie Filmrollen in Kanak Attack (2001), Tattoo (2002) und Antikörper (2005). Für ihre Rolle in Banklady (2013) wurde sie beim Chicago International Film Festival als beste Schauspielerin ausgezeichnet.
Sie singt und komponiert ihre eigenen Lieder. Sie sang unter anderem in der Polizeiruf-110-Folge Silikon Walli und im Kinofilm Antikörper. Auf dem Album Glücklich hier, Six Takes spricht sie für experimentelle Stücke aus elektronischer Musik und Literatur des Hörspielautors Michael Farin und des Musikers Georg Zeitblom unter anderem Texte der Brüder Grimm, von Arthur Rimbaud und Edgar Allan Poe. Brennicke hat einen erwachsenen Sohn und lebte in Wriezen, einer Kleinstadt im Landkreis Märkisch-Oderland. Nach dem Verkauf des Vierseithofes in Wriezen lebt sie seit 2020 wieder in München, der Heimatstadt ihres Adoptivvaters Michael Brennicke. Als zweites Standbein hat Brennicke sich ein Grundstück in Costa Rica gekauft, um hier Ferienwohnungen zu bauen.

## Filmografie

### Kino
- 1991: Manta – Der Film
- 1992: German Fried Movie
- 1996: Workaholic
- 1999: Curiosity & The Cat
- 2000: Kanak Attack
- 2001: Planet Alex
- 2002: Tattoo
- 2003: Tor zum Himmel (Gate to Heaven)
- 2004: Basta – Rotwein oder Totsein
- 2005: Die Bluthochzeit
- 2005: Antikörper
- 2008: Unschuld
- 2008: Darum
- 2013: Dampfnudelblues
- 2013: Banklady
- 2014: Quatsch und die Nasenbärbande
- 2015: God of Happiness
- 2017: Wendy – Der Film
- 2017: Anna Fucking Molnar
- 2018: Wendy 2 – Freundschaft für immer
- 2022: Cast & crew
- 2022: Die Vermieterin (Kurzfilm)

### Fernsehen
- 1993: Magic Müller
- 1993: Ein Zeuge bricht sein Schweigen
- 1994: Lena
- 1994: Anwalt Abel – Ihr letzter Wille gilt
- 1994: Im Zweifel für … (4 Folgen)
- 1994: Kommissar Rex – Im Zeichen des Satans
- 1995: Habt euch bitte wieder lieb!
- 1995: Der Clan der Anna Voss (6 Folgen)
- 1995: Blindes Vertrauen
- 1995: Gegen den Wind – Die rote Nadja
- 1995: Vater wider Willen (3 Folgen)
- 1995: Pilotinnen
- 1996: Alles außer Mord – Blackout
- 1996: Crocodile Shoes II (3 Folgen)
- 1996: Kebab Träume (Landgang für Ringo)
- 1996–2007: Ein Fall für zwei (3 Folgen)
- 1996: Tatort: Krokodilwächter (Fernsehreihe)
- 1997: Nackt im Cabrio
- 1998: Die Beischlafdiebin
- 1998: Koerbers Akte – Rollenspiel
- 1999: Drei Gauner, ein Baby und die Liebe
- 1999: Die Männer vom K3 – Harrys Pech
- 1999: Doppelter Einsatz – Ganz normale Mörder
- 1999: Tatort: Offene Rechnung
- 1999/2000: Die Straßen von Berlin (15 Folgen)
- 2000: Tatort: Einsatz in Leipzig
- 2000: Das Phantom
- 2000: Probieren Sie’s mit einem Jüngeren
- 2001: Stahlnetz – Das gläserne Paradies
- 2001: Sind denn alle netten Männer schwul?
- 2001: Todesstrafe (Todesstrafe – Ein Deutscher hinter Gittern)
- 2001: Vor meiner Zeit
- 2001: Balko – Krapp, verschollen in Berlin
- 2002: Zwei alte Gauner
- 2002: Im Visier der Zielfahnder – Kalt erwischt
- 2002: Polizeiruf 110: Silikon Walli (Fernsehreihe)
- 2003: Hotte im Paradies
- 2003: Geheimnisvolle Freundinnen
- 2003: Affäre zu dritt
- 2004: Basta – Rotwein oder Totsein
- 2004: Das Bernsteinamulett 1 und 2 (Kleinserie mit 2 Folgen)
- 2004: Der Weihnachtshund
- 2005: K3 – Kripo Hamburg – Fieber
- 2005: Zwei Weihnachtshunde
- 2005: Meine Schwester und ich
- 2005: Heute heiratet mein Mann
- 2006: Tatort: Feuerkämpfer
- 2006: Eine Frage des Gewissens
- 2006: Bettis Bescherung
- 2006: Kahlschlag
- 2007: Tatort: Die Blume des Bösen
- 2007: Polizeiruf 110: Tod eines Fahnders
- 2007: Partnertausch
- 2007: Der Mann von gestern
- 2008: Tatort: Krumme Hunde
- 2008: Dekker & Adi
- 2008: Die Frau des Frisörs
- 2008: Zwillingsküsse schmecken besser
- 2009: Der Bär ist los! – Die Geschichte von Bruno
- 2009: Frauen wollen mehr
- 2009: Mordkommission Istanbul – Mord am Bosporus (Fernsehreihe)
- 2010: Liebe ist nur ein Wort
- 2010: Ein starkes Team: Im Zwielicht (Fernsehreihe)
- 2010: Donna Leon – Lasset die Kinder zu mir kommen (Fernsehreihe)
- 2010: Die Draufgänger – Mein Land
- 2010: Die Gipfelzipfler (3 Folgen)
- 2010: 8 Uhr 28
- 2010: Ein Sommer auf Sylt
- 2011: Der Staatsanwalt – Fluch der Bilder
- 2011: Tatort: Rendezvous mit dem Tod
- 2011: Der letzte Bulle – Ich weiß von nichts
- 2011: Sommerlicht
- 2012: Das Traumhotel – Vietnam
- 2012: Wolff – Kampf im Revier
- 2012: Das Geheimnis der Villa Sabrini
- 2012: Der Heiratsschwindler und seine Frau
- 2013: Liebe und Tod auf Java
- 2013: Letzte Spur Berlin – Wunschbild
- 2013: SOKO 5113 – Der Tod des Marquis
- 2013: Add a Friend (7 Folgen)
- 2014: Frauenherzen
- 2014: Heldt – Kopfgeld
- 2015: Blütenträume
- 2015: Zwei Familien auf der Palme
- 2015: The Team (8 Folgen)
- 2015: Wer Wind sät – Ein Taunuskrimi (Fernsehreihe)
- 2015: Frauenherzen – Die Serie (6 Folgen)
- 2016: Nord Nord Mord – Clüver und der tote Koch (Fernsehreihe)
- 2016: Alarm für Cobra 11 – Die Autobahnpolizei – Tricks
- 2016: Der Kroatien-Krimi: Tod einer Legende (Fernsehreihe)
- 2016: Immer Ärger mit Opa Charly
- 2017: Tatort: Zurück ins Licht
- 2017: Das Nebelhaus
- 2018: Letzte Spur Berlin – Schattenpolitik
- 2018: Die Protokollantin (5 Folgen)
- 2018: Mordkommission Istanbul – Einsatz in Thailand (Fernsehreihe)
- 2018: Der Bergdoktor – Preis des Lebens (Staffel 12, Folge 1)
- 2019: Fluss des Lebens – Kwai: Familienbande
- 2019: Schwiegereltern im Busch
- 2019: Der gute Bulle: Friss oder stirb
- 2019: Schneewittchen und der Zauber der Zwerge
- 2019: Nachtschicht – Cash & Carry (Fernsehreihe)
- 2020: Das Geheimnis des Totenwaldes
- 2021: Tatort: Alles kommt zurück
- 2021: Kitz (3 Folgen)
- 2022: Das Privileg – Die Auserwählten
- 2022: Tatort: Das Mädchen, das allein nach Haus’ geht
- 2023: 2 unter Millionen
- 2024: Blind ermittelt – Tod im Kaffeehaus (Fernsehreihe)
- 2025: Die Chefin – Das Leben danach
- 2025: Nachtschicht – Der Unfall

## Hörspiele
- 2006: Michael Farin: Mir geht nichts über mich! Oder Wie sich Max Stirner die Welt dachte (Hörspiel – BR)
- 2007: Max Beckmann: Hartschädel – Bearbeitung und Regie: Michael Farin (Hörspiel – DKultur)
- 2008: Heinrich Mann/Josef von Sternberg: Der Blaue Engel (Hörspiel – BR)
- 2009: Edgar Allan Poe: POEsPYM I-II (Hörspiel – DRadio)
- 2011: Klaus Kinski: Um mich herum ist es dunkel – und in mir wächst das Licht – Bearbeitung: Peter Geyer (Hörspiel – DRadio / HR)
- 2011: Michael Farin/Georg Zeitblom: Berlin[Frau]O-Ton + Berlin[Frau]Sinfonie (BR; als CD: ISBN 978-3-943157-71-0)
- 2012: Michael Farin/Georg Zeitblom: Kyffhäuser/Unternehmen Barbarossa/Träume vom Tod! – Mitschnitte aus der Berliner Volksbühne. Mit Blixa Bargeld, Meret Becker, Nadeshda Brennicke, Jens Harzer, Ulrich Matthes, Bernhard Schütz. (Als CD: ISBN 978-3-943157-73-4 – 2. Platz der hr2-Hörbuchbestenliste Juli 2015)
- 2012: Jean Eustache: Die Mama und die Hure (Hörspiel – SWR)
- 2013: Michael Farin/Georg Zeitblom: Cookie Mueller. 7 Takes aus ihrem Leben (Hörspiel – WDR; als CD: ISBN 978-3-946875-66-6 – 4. Platz der hr2-Hörbuchbestenliste April 2017)
- 2015: Michael Farin/Georg Zeitblom: Glücklich hier – 6 Takes nach Grimm, Rimbaud, Poe und Nietzsche (Hörspiel – als CD: ISBN 978-3-943157-72-7)
- 2016: Hugo Ball: Tenderenda der Phantast I-II (Hörspiel – BR)
- 2017: Wendy – Das Original-Hörspiel zum Kinofilm als CD (Universal Family Entertainment, Berlin)
- 2018: Wendy 2 – Das Original-Hörspiel zum Kinofilm als CD (Universal Family Entertainment, Berlin)

## Auszeichnungen
- 2001: Adolf-Grimme-Preis, Publikumspreis der Marler Gruppe für die Rolle der Anne Schneider in Das Phantom (Regie: Dennis Gansel)
- 2002: Nominiert für den Deutschen Fernsehpreis als Beste Schauspielerin Nebenrolle für Polizeiruf 110: Silikon Walli (Regie: Manfred Stelzer)[8]
- 2005: Nominiert für den Deutschen Fernsehpreis als Beste Schauspielerin Nebenrolle für Hotte im Paradies (Regie: Dominik Graf)[9]
- 2013: Silver Hugo als beste Schauspielerin beim Chicago International Film Festival für die Rolle der Gisela Werler in Banklady
- 2014: Nominiert für einen Bambi als beste deutsche Schauspielerin für die Rolle der Gisela Werler in Banklady[10]
- 2014: Insigne de Cristal de la Meilleure Actrice als beste Schauspielerin beim Festival International du Film Policier de Liège in Lüttich für die Hauptrolle in Banklady[11]

## Diskografie
Charade:
- Charade (Album, 1992)
  - All of You (Maxi-CD, 1992)
  - Colour of Your Eyes (Maxi-CD, 1992)
  - Welcome to Playa Luna (Maxi-CD, 1993)